# Typhloesus wellsi
Typhloesus wellsi — викопний вид двосторонньо-симетричних тварин, що існував у середині карбону (330 млн років тому. Спершу ідентифікований як представник класу конодонтів, проте згодом переописаний як молюск.

## Скам'янілості
Викопні рештки тварини виявлені у відкладеннях формації Вапняк Ведмежої ущелини у штаті Монтана (США). Вперше виявлений у 1973 році. З того часу виявлено близько 50 зразків.

## Опис
Тіло вертеноподібне, завдовжки до 90 мм. Зовні тварина схожа на маленьку рибку з парою вентральних плавців і вертикальною хвостовою лопаттю. Ніяких очевидних сенсорних структур не збереглося. Внутрішня анатомія складається з передньої та середньої кишки. Кишка не має середнього відділу та ануса. Під середньою кишкою знаходиться орган у формі диска, який умовно називають феродиском; призначення цього органу невідоме, однак він має високу концентрацію заліза.

## Проблема систематики
Викопні рештки містять дрібні гребінчасті зубці конодонтного типу, тому спершу вважалося що це представник класу конодонтів, оскільки тоді відбитків тіла конодонтів не було виявлено. Проте зуби насправді були розташовані у кишківнику, що означає, що хоча він і не був конодонтом, вони були частиною його раціону. Систематика тварин була оповита таємницею понад 30 років. У вересні 2022 року опубліковано дослідження, в якому у рештках виявлено структуру, схожу на радулу, яка присутня у молюсків. Хоча Марк Пернелл з Центру палеобіології в Університеті Лестера припустив, що систематика виду остаточно не вирішена, оскільки радулоподібну структуру могли виробити і інші групи тварин.